# Michał Bergson
Michał Bergson (Bergsohn) nebo Michel Bergson (20. května 1820 Varšava – 9. března 1898 Londýn) byl v Polsku narozený židovský skladatel a pianista, promotor Frédérica Chopina, syn Gabriela Bereksohna, vnuk Berek a Temerl Bergsonové, a pravnuk Samuela Zbytkower. Dvě z jeho dětí se staly vlivnými osobnostmi: francouzský filozof Henri-Louis Bergson i umělkyně a okultistka Moinu Mathers, manželka Samuela Liddella MacGregora Matherse.
Studoval u F. Schneidera, Carla Friedricha Rungenhagena a W. Tauberta. Působil hlavně v Itálii a ve Švýcarsku. V roce 1863 se stal profesorem na konzervatoři v Ženevě a později ji i vedl. Bergson se později oženil s ženou narozenou v Yorkshire, Katherine Levisonovou a spolu žili v Londýně a ve Francii. Nakonec zemřel v Londýně.

## Hlavní díla
- opera Luisa di Montfort (provedeno v roce 1847) a Salvator Rosa
- opereta Qui va à la chasse, perd sa place (1859)
- mazurka, Opp. 1 a 48
- Le Rhin, Op. 21
- 12 Études caractéristiques
- písničky a další díla